# Neverland (우주소녀의 EP)
Neverland는 대한민국의 걸 그룹 우주소녀의 여덟 번째 미니 음반이다. 2020년 6월 9일 발매되었다. 타이틀 곡은 BUTTERFLY이다. 총 6곡이 수록되어 있다.

## 발매 과정
2020년 5월 11일, 스타쉽엔터테인먼트는 우주소녀의 컴백 사실을 발표했다. 또 음반 이름과 발매 날짜를 공개했다.
6월 19일에 멤버 설아의 개인 티저가, 20일에 엑시의 개인 티저가, 22일에 보나의 개인 티저가, 24일에 수빈의 개인 티저가, 25일에 루다의 개인 티저가, 26일에 다원의 개인 티저가, 28일에 은서의 개인 티저가, 29일에 여름의 개인 티저가, 31일에 다영의 개인 티저가, 마지막으로 6월 1일에 연정의 개인 티저가 공개되었다. 각 멤버의 개인 티저는 이미지 티저와 무빙 티저의 두 종류가 공개되었다. 6월 3일에는 단체 티저가 공개되었다.
6월 4일에는 시크릿 필름이 공개되었다. 6월 6일에는 뮤직 비디오 티저가 공개되었다. 그 다음 날, 앨범 프리뷰 영상이 공개되었다.
6월 9일 오후 6시, 앨범이 발매되었다.

## 수록곡
| #            | 제목                         | 작사                           | 작곡                                                              | 편곡  | 재생 시간 |
| ------------ | ---------------------------- | ------------------------------ | ----------------------------------------------------------------- | ----- | --------- |
| 1.           | 〈BUTTERFLY〉                | 별들의전쟁 (GALACTICA *), 엑시 | 별들의전쟁 (GALACTICA *), 아테나 (GALACTICA *), 우빈(GALACTICA *) | 3:37  |           |
| 2.           | 〈HOLA〉                     | KZ, 비오(B.O), 엑시            | KZ, Nthonius, 비오(B.O)                                           | 3:29  |           |
| 3.           | 〈Pantomime〉                | 김진환, 엑시                   | 김진환                                                            | 3;28  |           |
| 4.           | 〈바램 (Where You Are)〉     | 이기, C-no, 웅킴, 엑시         | 이기, C-no, 웅킴                                                  | 3:32  |           |
| 5.           | 〈불꽃놀이〉                 | MAKECAKE36, 엑시               | MAKECAKE36, 엑시                                                  | 3:57  |           |
| 6.           | 〈우리의 정원 (Our Garden)〉 | 설아, 진리, 엑시               | 설아, 영광의 얼굴들, 진리, HARRY                                  | 3:05  |           |
| 총 재생 시간 | 총 재생 시간                 | 총 재생 시간                   | 총 재생 시간                                                      | 21:08 |           |